# Nino Musco
 Nino Musco est un acteur italien de la deuxième moitié du XXe siècle.

## Biographie
Nino Musco commence au cinéma au début des années 1950, comme acteur de genre. Il interprète souvent des rôles de policier ou de forces de l'ordre. Tant des les films policiers que dans les westerns, il s'est habitué à des rôles de shérif, de maire, avec une note d'humour. Dans la comédie à l'italienne, il joue le méridional un peu gras et méfiant. A la fin des années 1970, il disparaît de la scène et on perd ses traces.

## Filmographie partielle

### Cinéma
- 1953 : Tormento di anime (it), de Cesare Barlacchi : maire
- 1958 : Amour et Ennuis (Amore e guai...), d'Angelo Dorigo : père de Teresa et Ivo
- 1959 : La Conjuration des Borgia (La congiura dei Borgia), d'Antonio Racioppi (1959)
- 1959 : Roland, le Chevalier sans terre (Il cavaliere senza terra), de Giacomo Gentilomo
- 1959 : Non perdiamo la testa, de Mario Mattoli
- 1959 : Il mondo dei miracoli, de Luigi Capuano
- 1959 : Le Cavalier à l'armure d'or (I cavalieri del diavolo), de Siro Marcellini : René
- 1959 : La duchessa di Santa Lucia, de Roberto Bianchi Montero
- 1959 : La Vengeance du Sarrasin (La scimitarra del Saraceno), de Piero Pierotti
- 1959 : Hold-up à la milanaise (Audace colpo dei soliti ignoti), de Nanni Loy
- 1959 : Agosto, donne mie non vi conosco, de Guido Malatesta
- 1959 : Carthage en flammes (Cartagine in fiamme), de Carmine Gallone
- 1959 : La sceriffa, de Roberto Bianchi Montero : Spot, barman
- 1966 : Gringo joue sur le rouge (7 dollari sul rosso), d'Alberto Cardone : hôte
- 1971 : Comment entrer dans la mafia (Cose di Cosa Nostra), de Steno
- 1971 : Le Pistolero de Tombstone (Rimase uno solo e fu la morte per tutti), d'Edoardo Mulargia : hôte à Santa Cruz
- 1972 : Miss Dynamite (Tutti fratelli nel west... per parte di padre), de Sergio Grieco (1972) : tenancier
- 1972 : Le Dernier des Décamerons (it), de Paolo Bianchini : Tofano
- 1975 : I sette del gruppo selvaggio, de Gianni Crea : maire
- 1979 : Porno erotico western (it), d'Angelo Pannacciò
- 1980 : Holocaust 2 (it), d'Angelo Pannacciò : Alfonso

### Télévision
- 1971 : Il carcerato, mini-série télévisée de Paolo Nuzzi (it)